# Foreman Glacier
Foreman Glacier är en glaciär i Antarktis. Den ligger i Västantarktis. Argentina, Chile och Storbritannien gör anspråk på området. Foreman Glacier ligger 716 meter över havet.
Terrängen runt Foreman Glacier är kuperad åt nordost, men åt sydväst är den bergig.  Trakten är obefolkad. Det finns inga samhällen i närheten. 